# Малинкин (лунный кратер)
Кратер Малинкин (лат. Malinkin) — маленький ударный кратер в  области южного полюса на видимой стороне Луны. Название присвоено в честь советского и российского исследователя метеоритов Егора Ивановича Малинкина (1923—2008) и утверждено Международным астрономическим союзом 20 мая 2014 г. 

## Описание кратера
Кратер Малинкин находится в западной части чаши кратера Фаустини. Другими ближайшими соседями кратера являются кратер Шумейкер на юго-западе; кратер Нобиле на северо-западе; кратер Амундсен на севере; кратер Слэйтер на юго-востоке и кратер Шеклтон на юге. Селенографические координаты центра кратера 87°13′ ю. ш. 75°56′ в. д. / 87,22° ю. ш. 75,94° в. д., диаметр 8,3 км.
Кратер Малинкин имеет круглую в плане, чашеобразную в профиле форму и практически не разрушен. Вследствие близости к южному полюсу часть кратера практически постоянно находится в тени, что затрудняет наблюдения.

## Сателлитные кратеры
Отсутствуют.

## См.также
- Список кратеров на Луне
- Лунный кратер
- Морфологический каталог кратеров Луны
- Планетная номенклатура
- Селенография
- Минералогия Луны
- Геология Луны
- Поздняя тяжёлая бомбардировка